# Watervlooien
Watervlooien (Diplostraca) zijn een superorde van kleine kreeftachtigen uit de klasse van de Branchiopoda, dat zijn blad- of kieuwpootkreeftjes. Ze worden tot het zoöplankton gerekend. Watervlooien hebben een open bloedsomloop en hebben onder normale omstandigheden geen kleur.
De wetenschappelijke naam Diplostraca komt van het Griekse διπλόος, diploos (= tweevoudig) en ὄστρακον, óstrakon (= scherf) en duidt op het bezit van een rugschild dat lijkt op de dubbele schaal van tweekleppigen. Er zijn 605 soorten bekend.
Het woord watervlooien is geen scherp omlijnd biologisch begrip en wordt soms ook ruimer toegepast op alle kreeftachtige organismen van hetzelfde formaat en daaronder vallen dan ook de eenoogkreeftjes.
De bekendste watervlo, Daphnia pulex (Latijn: pulex, vlo), behoort wel tot de cladoceren en is een recordhouder met 31.000 genen.

## Levenswijze en voortplanting
Watervlooien zwemmen met behulp van roeipoten schokkerig en snel door het water. Sommige soorten komen zo massaal voor dat het water ter plaatse een rode kleur krijgt. Watervlooien komen in allerlei watertypen voor en voeden zich door het water te filteren en het daarin voorkomende voedsel tot zich te nemen. Hoewel ze zelf tot zoöplankton worden gerekend, zijn er soorten die ander zoöplankton eten.
Watervlooien planten zich het grootste deel van het jaar ongeslachtelijk voort. Het gaat dan steeds om vrouwelijke exemplaren. Wanneer de omstandigheden ongunstig worden, worden er pas mannetjes gemaakt. De bevruchte eitjes bevinden zich in een beschermend stevig omhulsel, het zogenoemde ephippium.

## Ecologische betekenis
Watervlooien zijn gevoelig voor de waterkwaliteit. Er wordt daarom aan hun voorkomen een ecologische betekenis toegekend.
- Watervlooien zijn een onmisbare voedselbron voor veel salamanders, voor de larven van libellen en juffers, een belangrijke voedselbron voor de meeste jonge soorten vis en soms ook voor volwassen exemplaren.
- Ze zijn belangrijk bij het helder houden van water, omdat ze grote hoeveelheden algen eten en helpen daarmee algenbloei voorkomen in eutrofe toestanden.
- Ze zijn bovendien een indicatorsoort: wanneer blauwalgen opduiken, kunnen watervlooien sterven door het vergif dat de blauwalgen uitscheiden. Als het er te veel zijn en de vergiftiging zich verder verspreidt in de voedselketen, kunnen er ook onder vissen en vogels slachtoffers vallen. Watervlooien kunnen worden gebruikt als indicator voor het zuurstofgehalte in het water. Wanneer het water zuurstofarmer wordt, zal de watervlo rood kleuren, omdat ze dan extra hemoglobine aanmaken. Dat is dan te zien, omdat ze een open bloedsomloop hebben. Bij normale hoeveelheid zuurstof zijn watervlooien kleurloos.

## Taxonomie
De superorde Diplostraca wordt ingedeeld in de volgende taxa:
Orde Anomopoda G.O. Sars, 1865
Familie Acantholeberidae Smirnov, 1976
Familie Bosminidae Baird, 1845
Familie Chydoridae Dybowski & Grochowski, 1894
Familie Daphniidae Straus, 1820
Familie Dumontiidae Santos-Flores & Dodson, 2003
Familie Eurycercidae Kurz, 1875
Familie Gondwanothrichidae Van Damme, Shiel & Dumont, 2007
Familie Ilyocryptidae Smirnov, 1976
Familie Macrothricidae Norman & Brady, 1867
Familie Moinidae Goulden, 1968
Familie Ophryoxidae Smirnov, 1976
Orde Ctenopoda G.O. Sars, 1865
Familie Holopediidae G.O. Sars, 1865
Familie Pseudopenilidae Korovchinsky & Sergeeva, 2008
Familie Sididae Baird, 1850
Orde Cyclestherida Sars G.O., 1899
Familie Cyclestheriidae Sars G.O., 1899
Orde Haplopoda G.O. Sars, 1865
Familie Leptodoridae Lilljeborg, 1861
Orde Laevicaudata Linder, 1945
Familie Lynceidae Stebbing, 1902
Orde Onychopoda G.O. Sars, 1865
Familie Cercopagididae Mordukhai-Boltovskoi, 1968
Familie Podonidae Mordukhai-Boltovskoi, 1968
Familie Polyphemidae Baird, 1845
Orde Spinicaudata Linder, 1945
Familie Cyzicidae Stebbing, 1910
Familie Eocyzicidae Schwentner, et al., 2020
Familie Leptestheriidae Daday, 1913: 44
Familie Limnadiidae Burmeister, 1843